# 合肥公交
合肥公交自上世纪50年代开始逐步建立形成系统至今，已经形成基本可以满足市民出行需求的公交网络。

## 运营主体
合肥公交系统主要由合肥公交集团所辖线路为主干，各开发区和县域公交公司所辖线路为补充所构成。除庐江县因距离市区较远之外，其它区、县均有合肥公交集团所辖线路通达。目前已有如下12个公司（集团）在合肥市域范围内运营公交线路：
- 合肥公交集团（页面存档备份，存于）
- 合肥经济技术开发区公共交通运营有限公司（页面存档备份，存于）
- 合肥高新技术开发区公共交通有限公司（页面存档备份，存于）
- 合肥新站支线公交有限公司
- 合肥双凤公共交通运营有限公司
- 肥西公交有限公司（页面存档备份，存于）
- 合肥东鼎公交有限公司
- 肥东县东城交通投资有限公司
- 合肥长丰县公交有限公司
- 合肥庐江县城市公共交通有限公司
- 巢湖市公共交通有限公司（页面存档备份，存于）
- 安徽交运集团巢湖汽运有限公司（页面存档备份，存于）

除合肥公交集团外，其它公司均为区域公交，即运营线路只能在相应区域内，而不能进入其它区域运营（特殊充值或交易情况除外），各公交公司运营区域划分参考下表：
| 公交公司名称 | 运营范围                                                |
| ------------ | ------------------------------------------------------- |
| 合肥公交集团 | 合肥市域（除庐江县）和寿县新桥产业园                    |
| 合肥经开公交 | 经济技术开发区全境                                      |
| 合肥高新公交 | 高新技术开发区全境                                      |
| 合肥新站公交 | 新站高新区                                              |
| 双凤公交     | 双凤开发区（北城新区）及北城新区连接合肥火车站（401路） |
| 长丰公交     | 长丰县城和淮南市曹庵镇                                  |
| 肥西公交     | 肥西县全境                                              |
| 东鼎公交     | 肥东县城及县城附近乡镇                                  |
| 东城公交     | 肥东城乡公交                                            |
| 巢湖公交     | 巢湖市区                                                |
| 巢湖汽运     | 巢湖城乡公交                                            |
| 庐江公交     | 庐江县全境                                              |

注：舒城通运公交有限责任公司运营的801路（K8线）以合肥市肥西县境内的三河汽车站为终点站。

## 线路与票价
合肥公交包含常规线路、夜间线路、快速公交、特色公交、定制公交、城乡公交等多种形式的线路类型，机场巴士由于为合肥客运公司所辖且不与其它类型公交线路接驳换乘，故不应属于合肥公交之列。但下文仍将对其予以介绍。
合肥公交均为无人售票，合肥公交集团运营常规公交线路的票价为2元，均为一票制。除投币外，上车可以刷由合肥城市通卡公司发行的合肥通卡或使用腾讯乘车码。合肥通的普通卡乘车价格为1.4元，此外还有学生卡、低保学生卡、低保成人卡、老年卡、军人卡、残疾人卡等优惠卡种。腾讯乘车码为原价不优惠。此外，在路中岛式BRT站台换乘公交免费。各大开发区公交和肥西公交、东鼎公交的公交线路票价为1元一票制，除投币外可以刷合肥通，合肥通普通卡刷卡五折优惠。巢湖公交、长丰公交、庐江公交目前不支持使用合肥通。城乡公交中，合肥公交集团开行的常规公交执行市区公交票价，其它公交公司开行的城乡公交票价往往由该县（市）物价局规定，票价不尽相同。
合肥市物价局于2017年11月24日召开了合肥市公交票价改革听证会，从2018年6月1日起，合肥公交集团与三个开发区公交运营企业实行同城同价，执行全市统一公交票价、优惠政策和换乘政策：
- 今后公交车收费将不再区分季节和车型，实行2元一票制。
- 普通乘客使用通用储值卡乘坐公交车，可享受票价7折优惠。
- 残疾军人、伤残人民警察、现役军人、军队离休退休人员凭有效证件免费乘车。
- 盲人、二级以上聋哑人、三级以上肢体残疾人、农村五保供养的残疾人、六十周岁以上残疾人、七十周岁以上老年人以及低保家庭中、小学生凭有效证件办理优惠卡后免费乘车。
- 一名成年乘客可免费带一名身高不足1.3米的儿童乘车，超过一名的，按超过人数购全票。
- 合肥市范围内的全日制普通中小学校、全日制中等职业学历教育学校(含民办学校)在校学生以及除低保家庭中、小学生以外的其他低保对象凭有效证件办理优惠卡后享受票价3.5折优惠。
- 3~90分钟内乘坐常规公交车刷卡免费换乘3次。BRT封闭站台内免费换乘，不受90分钟免费换乘周期限制。
- 使用通卡乘坐地铁与公交车时，在正常刷卡优惠的基础上，享受1次换乘优惠：地铁换乘公交车的，以进站刷卡时间起算，90分钟内刷同一张卡换乘常规公交车优惠0.5元;公交车换乘地铁的，以首次公交刷卡时间起算，90分钟内刷同一张卡换乘地铁优惠0.5元。

需要注意的是，实施免费换乘时，必须一人一卡（即多人优惠只有一人享受换乘政策，其余按照相关单次付费政策收费）。
合肥公交的夜间线路为7字头线路。包括702、704、705、706、707、708、709、710八条线路，其运营开始时间最早为18:30，收班时间最晚为次日1:00。特色公交为T开头的线路，数量约20条，均定点发车且开通撤销频繁。定制公交现有旅游2号线、803、804、805、1号线、18号线、19号线、23号线、24号线、25号线、28号线等十一条线路（2018年7月）。其最大的特点是一人一座、优质优价、快速直达，票价由运营企业（合肥公交集团）自主定价。上车时，可直接投币、刷合肥通（不优惠，除定制公交18号线按照新政策享受票价折扣），或事先在合肥掌上公交APP、合肥公交集团官网上预定座位，凭手机短信或绑定的合肥通卡乘车。以上公交线路均由合肥公交集团开行。
合肥快速公交（BRT）线路目前有3条，分别为BRT1号线路、BRT3号线路、K3路（2018年7月），分别利用徽州大道、长江中路、长江东大街、阜阳北路公交专用道开行，连接市区和滨湖新区、北城新区、西部城区（汽车西站）和东部城区（市二院新区）。B1所使用的车辆为18m铰接车，B3所使用的车辆为18m铰接车和12m单机（夏季路牌无18m铰接车）。需要指出的是，合肥快速公交所经过的路段并不全是公交专用道，且部分公交专用道相关部门均为公示使用，如阜阳北路，因此占道现象十分严重，且都没有信号优先系统，所以并不是真正意义上的快速公交。
合肥城乡公交线路运营主体多样，线路编号有X字头（肥西）、D字头（肥东）、C字头（长丰）、H字头（巢湖）和其它常规公交编号，目前仅有庐江县城乡公交使用汉字命名番号。

## 支付方式
合肥公交车目前采多种支付方式：现金、合肥通卡、交通联合卡、微信乘车码、支付宝乘车码、银联云闪付乘车码、银联闪付及移动设备闪付（Apple Pay，三星Pay，Mi Pay，华为Pay等）。
合肥通卡：合肥通是由合肥城市通卡股份有限公司发行的，整合合肥市公共交通、公用事业缴费、小额消费支付等公共服务领域的社会资源，为市民提供方便、快捷的电子支付手段的预付费卡片。移动合肥通是合肥城市通卡股份有限公司与中国银联、中国移动合作发行的手机支付产品，2014年退出，目前已经无此服务。
交通联合卡：2019年6月，合肥公交加入全国交通一卡通互联互通，异地发行的带有交通联合标志的交通卡可于合肥公交使用。
微信乘车码：2018年4月9日，腾讯公司携手合肥公交集团联合推出“微信扫码乘车”优惠活动，微信支付全面上线。现可以通过微信“乘车码”小程序或关注“腾讯乘车助手”公众号开通乘车码后使用。
支付宝乘车码：2018年10月10日，合肥公交集团所有营运线路均支持支付宝扫码乘车。现可以通过支付宝App首页“出行”入口，领取合肥通电子公交卡后使用。
银联云闪付乘车码：2018年5月20日，合肥公交银联手机闪付应用正式上线。
银联闪付及移动设备闪付：带有闪付标志的银联实体卡闪付及移动设备NFC闪付（支持Apple Pay、三星Pay、Mi Pay、华为Pay的设备、小米手环3NFC版 等）。

## 发展历史
合肥系统建设起步较早但是初期发展较为缓慢，1955年10月17日，合肥市城建局正式将开办合肥市公共汽车公司列为1956年市政建设首选项目。 年末，合肥市公共汽车管理处成立，政府拨款筹建公共汽车公司。1956年2月1日，合肥市公共汽车公司成立，正式开通了由火车站发车，经胜利路、淮河路、徽州路、庐江路、梅山路至农学院的1路公共汽车。年末，合肥公交有营运线路4条，总长度为17公里。
之后四十年合肥公交发展基本上限于部分新线路的开通以及票价调整。2003年10月1日，随着安大新区至火车站的149路、安大新区至巢湖南路的150路开通，合肥公交营运线路达到100条。
截至2015年7月，合肥公交系统共有（不包括机场巴士）超过230条公交线路。

### 公交专用道
合肥现投入使用公交专用道10条，分别是：长江中路、长江东大街、徽州大道、望江路、阜阳北路、蒙城北路、临泉东路、裕溪路、金寨路、紫云路，有2条公交专用道尚在建设：铜陵路、包河大道，这些公交专用道可以分为以下三类：
- 路中专用道、岛式站台：长江中路、长江东大街、阜阳北路、裕溪路、金寨路、铜陵路（在建）、包河大道（在建）；
- 路中专用道、侧式站台：徽州大道、望江路、临泉东路（凌湾—汪塘）、紫云路；
- 路侧专用道：蒙城北路、临泉东路。

在路中岛式站台乘车时，进站付费，上车不再付费，不出站可免费换乘任意线路。岛式站台都配备了半高屏蔽门防止逃票和保护乘客安全。虽然合肥的公交专用道建设规模较大，但也引起了诸多非议。一方面公交专用道的建设往往加剧了道路拥堵，导致诸多私家车主不满，另一方面，因为监管缺失部分道路公交专用道占道现象严重，公交车速相比专用道启用前并没有明显提升。且随着部分路中专用道（裕溪路、金寨路）启用，公交大量缩线，原先一路公交可以直达的地方，需要转车一至两次才能到达，给乘客带来诸多不便。此外，部分公交专用道上公交线路较少，某种意义上也是一种资源闲置。

## 站点形象与布设
合肥公交的站点形象分为四类：小站牌、大站亭、路中岛式BRT站台、路中侧式站台。第一类为普通站点，即人们常说的小站牌。有站牌和立柱，但是没有候车棚，较为简陋。目前，这类站点一般分布在市区二环路以外的区域和部分不方便设置候车棚的车站。第二类为大站亭，这类站亭候车条件相对较好，有的地方还提供长凳。站牌为普通灯箱站牌或电子站牌，写有详细的线路站点起讫时间等信息，电子站牌提供途径该站所有公交线路的车辆实时位置。第三类为岛式BRT站台，岛式BRT站台需要借助人行横道、天桥、地下通道等设施进站，进站付费，站内换乘免费。岛式站台内配有长凳、电子站牌、半高屏蔽门、LED屏（长江路BRT除外）等设施。第四类为路中侧式站台，需要借助人行横道、天桥等设施进站，站台不设缴费区域，上车付费，其余配置与第二类站点类似。

## 争议
合肥公交自2007年以来以“线路优化”为理由对主城区大规模撤并缩线，如昔日博物馆始发的903、300、901分别缩短至省电气学校和姚公庙始发，昔日市府广场始发的27路缩短至葛大店始发，老101，老113，老115，老230等客流较大的线路均被撤销，夜间线路701、705等的拆分均遭到了市民的一些非议。
2018年1月4日，合肥地区普降大雪，望江路上有16个BRT公交站台雨棚倒塌，截至当晚20:00，共造成28人受伤，其中1人送医院救治无效后死亡，2人伤势较重，经救治无生命危险，其他人员伤势较轻。目前事故原因正在调查中。